# Robustes Mandat
Ein robustes Mandat ist ein UN-Mandat, welches im Sinne des Kapitels VII (Artikel 42) der UN-Charta den eingesetzten „Luft-, See- oder Landstreitkräften die zur Wahrung oder Wiederherstellung des Weltfriedens und der internationalen Sicherheit erforderlichen Maßnahmen“ erlaubt. Dies bedeutet, dass eine abgesicherte Rechtsbasis zum Einsatz von Waffen zur Selbstverteidigung, zur Verteidigung der Mission und von Zivilisten durch die UN-Friedenstruppen existiert. Ist ein Mandat nicht robust, darf keine Waffengewalt zum Schutz von Zivilisten angewandt werden. Unter dem Eindruck der Erfahrungen in Ruanda 1994 und in Srebrenica 1995 wurden die Missionen seit 1999 in der Regel mit einem robusten Mandat ausgestattet.
Der Charakter von Peacekeeping-Operationen hat sich im Laufe der Jahrzehnte seit der Gründung der Vereinten Nationen stark verändert. Vormals als neutraler Puffer zwischen Konfliktparteien eingesetzt, intervenierten die Friedenstruppen der Vereinten Nationen seit Beginn der 1990er Jahre immer häufiger in innerstaatliche Konflikte. Hier stehen neben friedensschaffenden Maßnahmen, der Aufbau demokratischer Strukturen sowie der Schutz der Zivilbevölkerung im Vordergrund.
Beispiele für ein robustes Mandat sind die UN-Mission MONUC in der Demokratischen Republik Kongo, UNTAET in Osttimor, die ISAF-Mission in Afghanistan oder auch die EU NAVFOR Somalia.
Das Peacekeeping-Konzept war für klar definierbare Konfliktparteien ausgerichtet. Mit der Konfliktveränderung hat sich auch das weiche Mandat zum robusten Mandat entwickelt. Das robuste Mandat soll ein sicheres Umfeld für die Blauhelme sorgen, denn ohne ein abgesichertes Umfeld können die Peacekeeping Operations nicht mehr wirken.